# Campionato sudcoreano di pallavolo femminile
Il campionato sudcoreano di pallavolo femminile è un insieme di tornei pallavolistici per squadre di club sudcoreane, istituiti dalla federazione pallavolistica della Corea del Sud.

## Struttura
- Campionati nazionali professionistici:

V-League: a girone unico, partecipano sette squadre;